# Bennet Graham
Bennet Graham, conosciuto come Benito Bonito (1790 circa – Caraibi, 1820), è stato un pirata inglese.
Non si sa molto su Benito Bonito; nacque probabilmente intorno al 1790. Navigava a bordo del galeone spagnolo Relampago.

## Biografia

### Inizio carriera
La carriera piratesca di Bennet Graham ha inizio lungo le coste africane, all'epoca territorio coloniale inglese; proprio per questa ragione, la Corona Britannica prese a dargli la caccia.
Per sfuggire alla marina inglese, Graham si trasferì nel mar dei Caraibi, dove fece bottini maggiori che nel passato: qui catturò il galeone spagnolo a bordo del quale compì in seguito le proprie razzie.

### Carriera nella pirateria
Nel territorio caraibico fu attivo dal 1818 al 1820; ma è nel 1819 che compì la sua impresa più grande. Benito attraccò al porto della città di Acapulco e, durante la notte, mandò i suoi uomini a uccidere le guardie; dopodiché indossarono le uniformi delle guardie uccise e il resto dell'equipaggio caricò tutto l'oro cittadino sul galeone. Una volta salpato con il bottino, Benito fuggì sull'Isola del Cocco dove nascose il tesoro, probabilmente sotto le scogliere di Wafer Bay.

### Cattura e morte
Dopo tale impresa, due membri del suo equipaggio furono impiccati. Benito fu lasciato in vita a patto che rivelasse la posizione del suo nascondiglio in India Occidentale.  Pur avendo confessato, fu giustiziato nel 1820. Il suo tesoro, stimato intorno ai 300 milioni di dollari, non fu mai ritrovato.